# Patrimoine du mercure

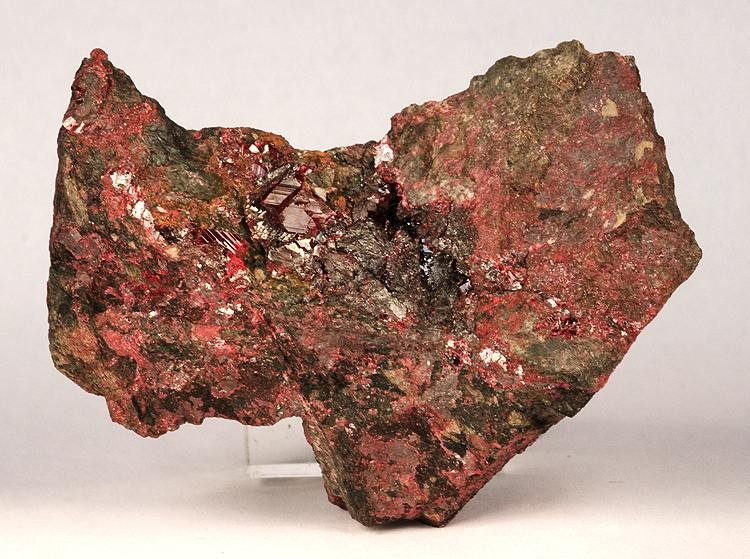
Minerai de cinabre des mines d'Almadén

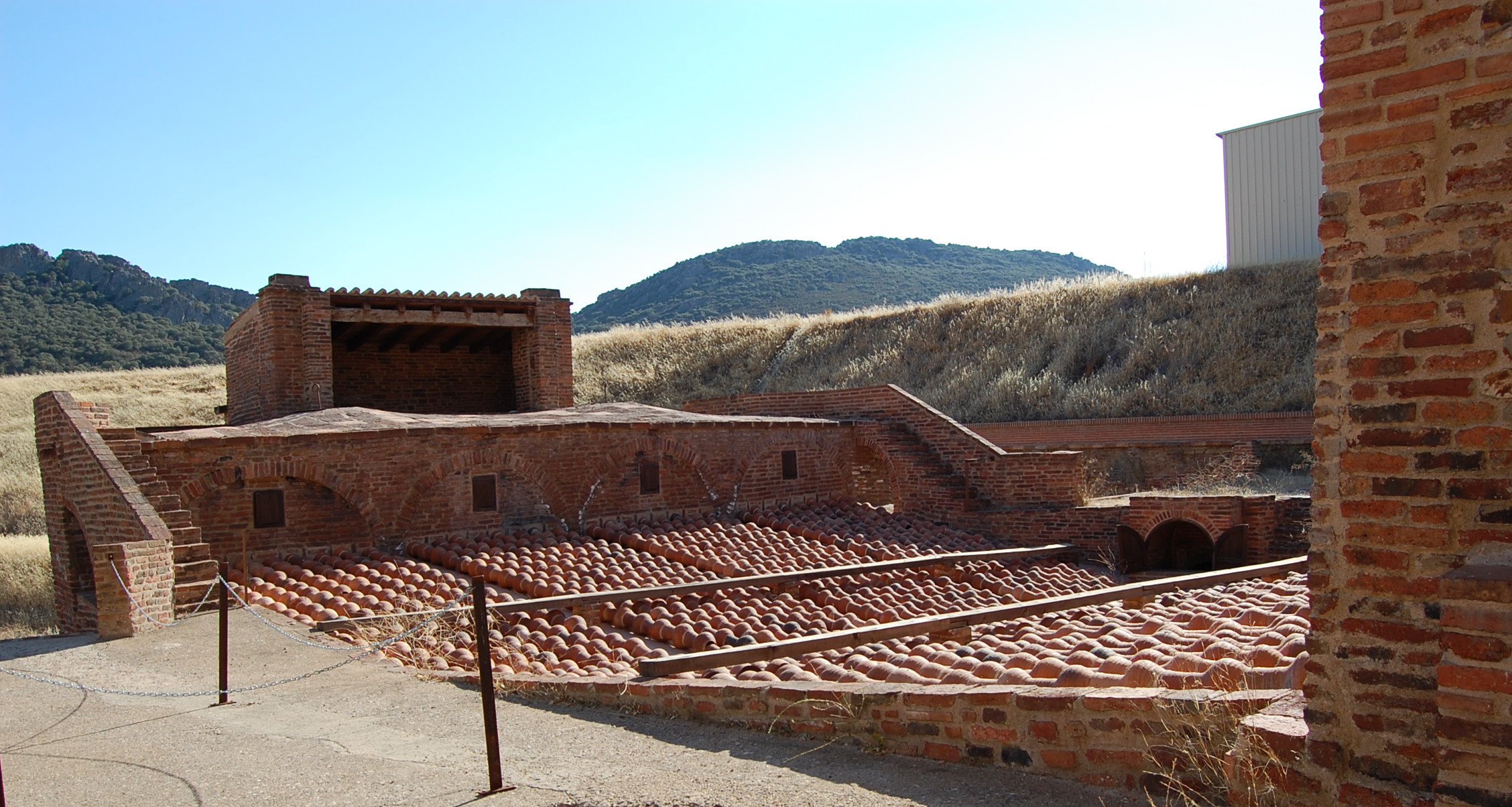
Four de Bustamante des mines d'Almadén

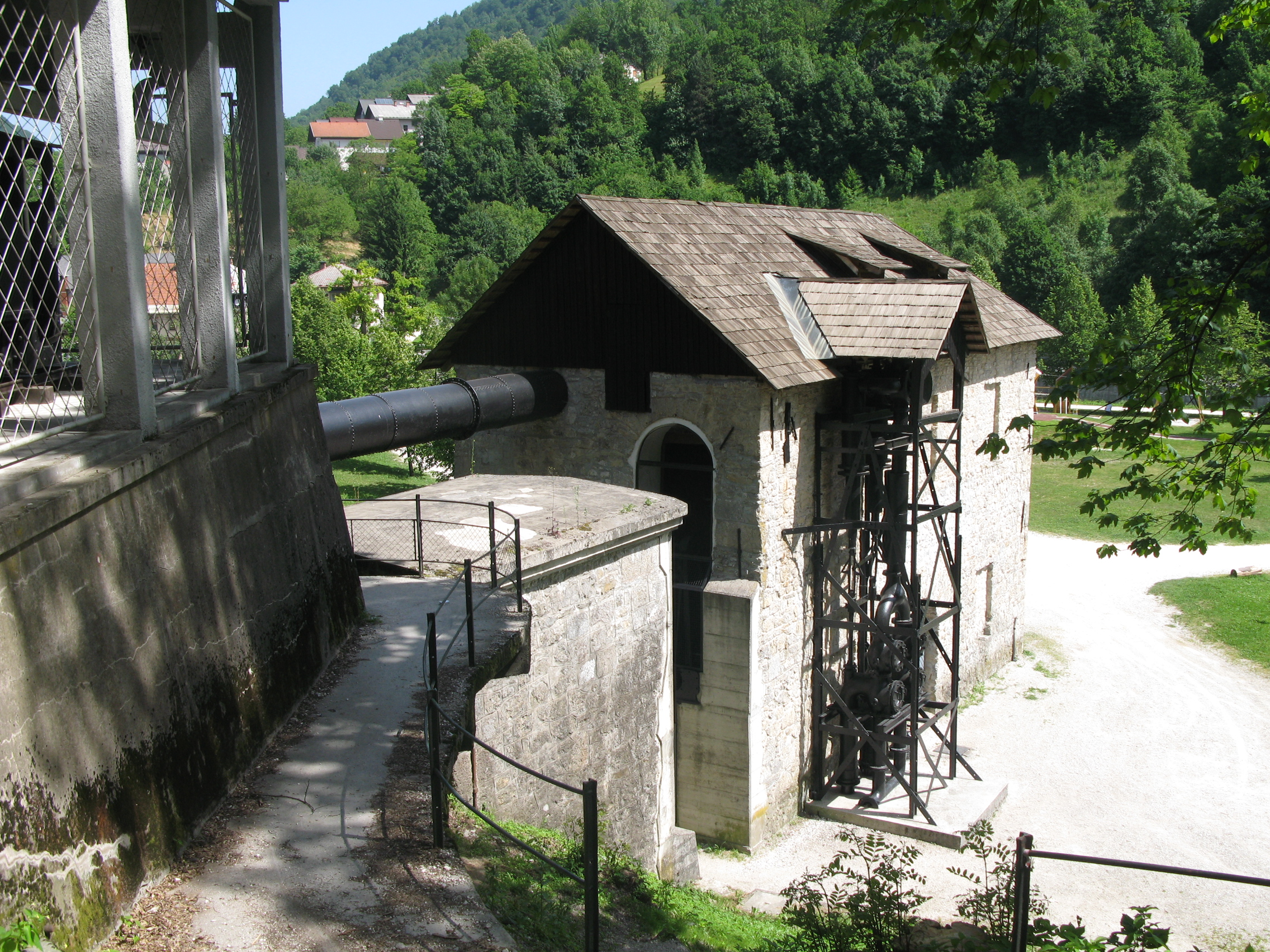
Pompe Kamšt à Idrija

Patrimoine du mercure correspond à un bien culturel du patrimoine mondial inscrit en 2012. Il inclut les sites miniers d'Almadén en Castille-La Manche en Espagne où le mercure a été extrait depuis l'Antiquité, et d’Idrija en Slovénie, où du mercure a été trouvé pour la première fois en 1490 apr. J.-C..

## Présentation
Le mercure est un métal relativement rare, aux usages longtemps irremplaçables dans divers procédés techniques, chimiques ou industriels. Il n’a été produit en quantité notable et durablement que par quelques rares mines dans le monde, dont les deux plus importantes furent, jusqu’à une période récente, Almadén et Idrija. Ces deux cités minières, aux origines antique pour Almadén ou médiévale pour Idrija, montrent la longue durée d’un système sociotechnique d’exploitation particulier à ce métal, ainsi que ses évolutions. Son contrôle permettait celui de son marché, qui fut très tôt d’échelle intercontinentale par son rôle décisif dans l’exploitation des gisements argentifères du Nouveau Monde.
Le mercure se trouve généralement sous forme de cinabre (sulfure de mercure rouge). Ces filons ont la particularité d’être très peu nombreux à la surface du globe. Seulement quatre ou cinq localisations principales ont été historiquement exploitées :
- le plus important des gisements est Almadén connu depuis l’Antiquité ;
- le second en importance est Idrija découvert en 1490 ;
- les mines de Mont Amiata en Italie également connues depuis l’Antiquité ;
- les mines de Huancavelica, au Pérou, découvertes en 1564 ;
- les mines de Chine, dont l’existence est connue des Européens à l’époque moderne ;
- les mines de Californie qui permirent la ruée vers l’or de la seconde moitié du XIXe siècle[1].

Les activités mercurielles des deux sites ont pris fin pour Idrija en 1993-1994 et pour Almadén en 2002-2004. On estime que ce dernier site, sur environ 2000 ans d’exploitation, a fourni environ 1/3 du mercure mondial, et le premier environ 1/8 en 500 ans.

## Listes des monuments inscrits
Le bien culturel correspondant à la dénomination « Patrimoine du mercure » comprend les éléments suivants :

### Almadén
| Code        | Nom                                  | Commune | Zone de protection | Coordonnées                 |
| ----------- | ------------------------------------ | ------- | ------------------ | --------------------------- |
| 1313rev-001 | Almadén - Vieille ville              | Almadén | 48,98 ha           | 38° 46′ 31″ N, 4° 50′ 37″ O |
| 1313rev-002 | Bâtiments de la Mine del Castillo    | Almadén | 0,22 ha            | 38° 46′ 21″ N, 4° 50′ 23″ O |
| 1313rev-003 | Prison royale de travail forcé       | Almadén | 0,11 ha            | 38° 46′ 19″ N, 4° 50′ 03″ O |
| 1313rev-004 | Hôpital royal San Rafael des mineurs | Almadén | 0,10 ha            | 38° 46′ 22″ N, 4° 49′ 53″ O |
| 1313rev-005 | Arène de corrida                     | Almadén | 0,25 ha            | 38° 46′ 30″ N, 4° 49′ 47″ O |

### Idrija
| Code        | Nom                                                                          | Commune | Zone de protection | Coordonnées                  |
| ----------- | ---------------------------------------------------------------------------- | ------- | ------------------ | ---------------------------- |
| 1313rev-006 | Vieille ville d'Idrija                                                       | Idrija  | 47,33 ha           | 46° 00′ 14″ N, 14° 01′ 36″ E |
| 1313rev-007 | Fonderie                                                                     | Idrija  | 0,60 ha            | 46° 00′ 25″ N, 14° 01′ 52″ E |
| 1313rev-008 | Pompe Kamšt avec un canal d'eau en râteau (Rake) et retenue d’eau de Kobila  | Idrija  | 1,61 ha            | 45° 59′ 56″ N, 14° 01′ 51″ E |
| 1313rev-009 | Gorenja Kanomlja – Retenue d’eau Kanomilja ou Ovcjak                         | Idrija  | 0,71 ha            | 46° 01′ 04″ N, 13° 56′ 22″ E |
| 1313rev-010 | Vojsko – Retenue d’eau d'Idrijca                                             | Idrija  | 1,21 ha            | 46° 00′ 10″ N, 13° 55′ 12″ E |
| 1313rev-011 | Idrijska Bela – Retenue d’eau Putrih sur la rivière Belca                    | Idrija  | 0,49 ha            | 45° 58′ 34″ N, 13° 56′ 01″ E |
| 1313rev-012 | Idrijska Bela – Retenue d’eau de la rivière Belca (ou retenue d’eau de Brus) | Idrija  | 2,49 ha            | 45° 58′ 13″ N, 13° 57′ 08″ E |

### Sources et bibliographie
- (fr + en) ICOMOS, Évaluation des Organisations consultatives : Patrimoine du mercure. Almadén et Idrija (Slovénie, Espagne). N° 1313 rev, mars 2012, 34 p. (lire en ligne) [PDF]